# 兄弟
兄弟，是有相同父母（或其一）的男性同輩，指的是兄長與弟弟，如果是同一個祖父或祖母、或曾祖以上血緣者，稱為堂兄弟或表兄弟。
雖然兄弟這個術語通常指的是血緣關係中的同輩，但有時對於男性朋友、夥伴之間為了表示親暱，往往會以兄弟稱之。
不同於「姊妹」在口語常稱為「姐妹」，「兄弟」即使在口語中也極少稱為「哥弟」（唸起來拗口）。

## 外部連結
[在维基数据编辑]
 《欽定古今圖書集成·明倫彙編·家範典·兄弟部》，出自陈梦雷《古今圖書集成》
- 维基词典中的词条「brother」